# Florence Gschwend
Pour les articles homonymes, voir Gschwend (homonymie).
Florence Gschwend (née en 1991) est une ingénieure chimiste suisse et membre de la Royal Academy of Engineering Enterprise à l'Imperial College de Londres. Elle est la fondatrice et PDG de Lixea (anciennement Chrysalix Technologies), une entreprise dérivée qui commercialise le fractionnement du bois pour permettre une bioéconomie circulaire.

## Éducation et début de carrière
Gschwend est née en Suisse. Elle fréquente le Gymnasium Bäumlihof de Bâle et reçoit le prix Novartis Maturanden. Elle étudie la chimie à l'Université de Bâle et obtient son diplôme en 2011. Elle est stagiaire à Syngenta et à l'Université de technologie de Poméranie occidentale. Elle rejoint l'Imperial College de Londres pour compléter une maîtrise de recherche en chimie verte, portant sur les gouttelettes de liquide ionique pour les nanoréacteurs. Elle y reste pour ses études de doctorat et elle est membre du Grantham Research Institute on Climate Change and the Environment (en) en collaboration avec Jason Hallett et Paul Fennell. Son doctorat examine la manière dont le bois traité à l'arséniate de cuivre chromé (ACC) pourrait être utilisé comme matière première pour le bioraffinage à l'aide de liquides ioniques. Au cours de ses recherches, elle travaille au Joint BioEnergy Institute (en) du Laboratoire national Lawrence-Berkeley, où elle travaille sur la liquéfaction hydrothermale des algues. Elle est finaliste du programme Althea Imperial 2016 pour les femmes entrepreneurs, obtenant un financement de 10 000 £ pour développer son projet de doctorat en entreprise,.

## Carrière
Gschwend s'intéresse à la manière dont nous pouvons transformer les déchets de bois en produits chimiques et combustibles renouvelables. Elle reçoit le prix de l'Institut européen d'innovation et de technologie (15 000 €) pour son projet de recherche visant à conditionner la biomasse afin de l'utiliser pour produire du bioéthanol et des bioplastiques, Gschwend bénéficie d'une bourse Enterprise Fellowship de la Royal Academy of Engineering en 2017. Elle reçoit un Future in Engineering Award. Elle est nommée dans le classement Forbes 30 Under 30 en 2017. Elle est présentée dans la vitrine Pioneer du Conseil de recherche en ingénierie et en sciences physiques (en). Elle rejoint Agnieszka Brandt-Talbot pour postuler au Lean Launchpad for Synthetic Biology. En mai 2018, Gschwend est sélectionnée comme l'une des futures stars de la technologie de l'ère de l'information. Elle parle de son travail sur le podcast The Sustainable Jungle.

### Lixea
Aux côtés de Jason Hallett et Agnieszka Brandt-Talbot, Gschwend fonde Lixea, anciennement Chrysalix Technologies. En 2017, Chrysalix Technologies reçoit le Royal Society Translation Award pour étendre ses recherches sur la manière dont les liquides ioniques peuvent être utilisés pour traiter la biomasse ligneuse. Ils fondent officiellement Chrysalix Technologies en juin 2017. La technologie est protégée par trois brevets, dont BioFlex et Ionosolv, qui permettent de séparer la lignine et l'hémicellulose du bois,. La directrice scientifique, Agnieszka Brandt-Talbot, est chercheuse à l'Imperial College de Londres et travaille sur la lignine. Ils obtiennent un financement de Climate-KIC et de la Banque européenne d'investissement,. Ils effectuent des travaux dans l'usine Biobase (en) Europe à Gand.